# Каленберг (Оверейсел)
Каленберг (нід. Kalenberg) — селище в нідерландській провінції Оверейсел. Входить до муніципалітету Стенвейкерланд.
Його площа становить 11,98 км², а населення станом на 2021 рік складало 220 осіб.
Перша згадка про населений пункт датується 1845 роком.

## Галерея

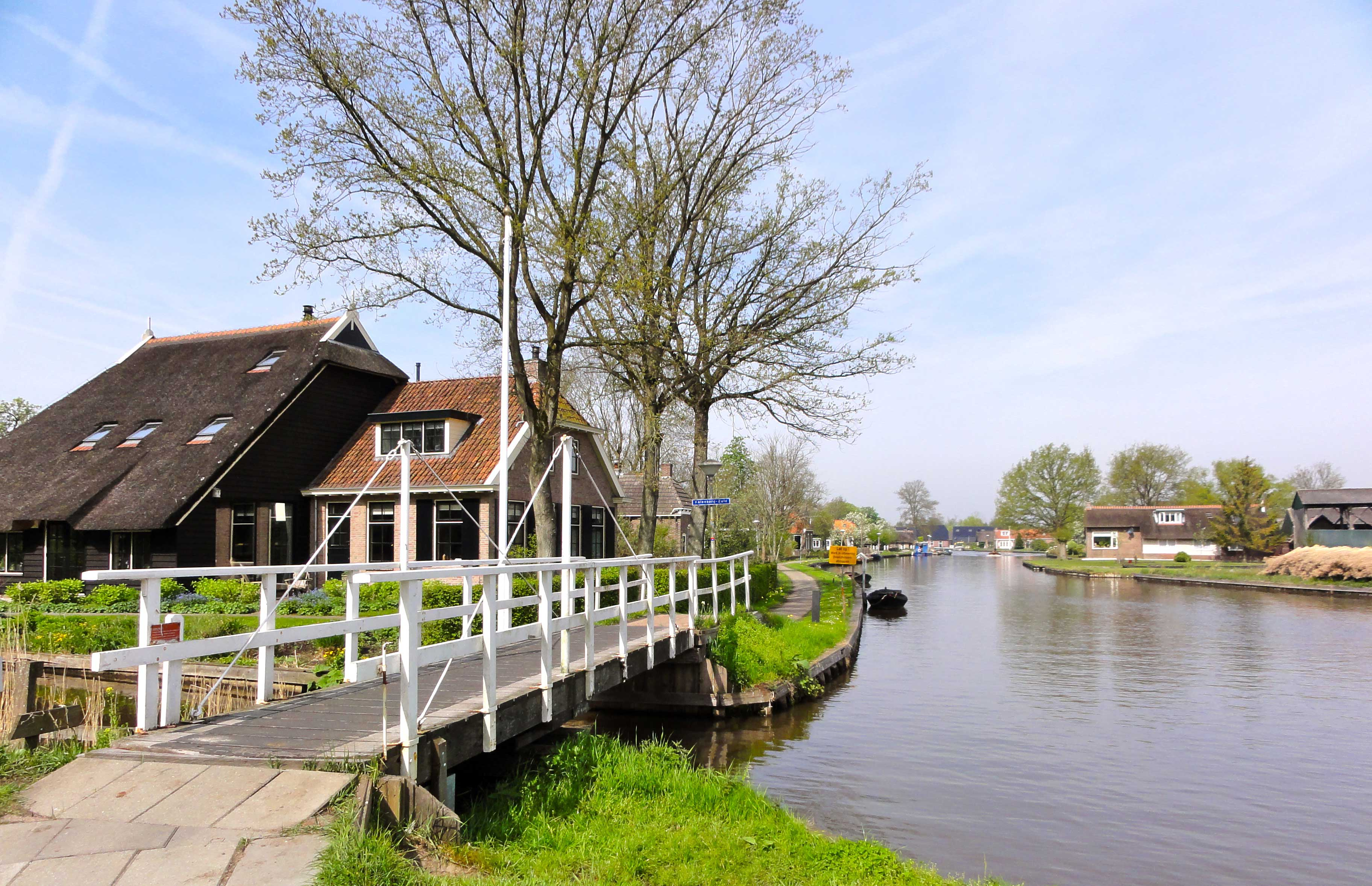
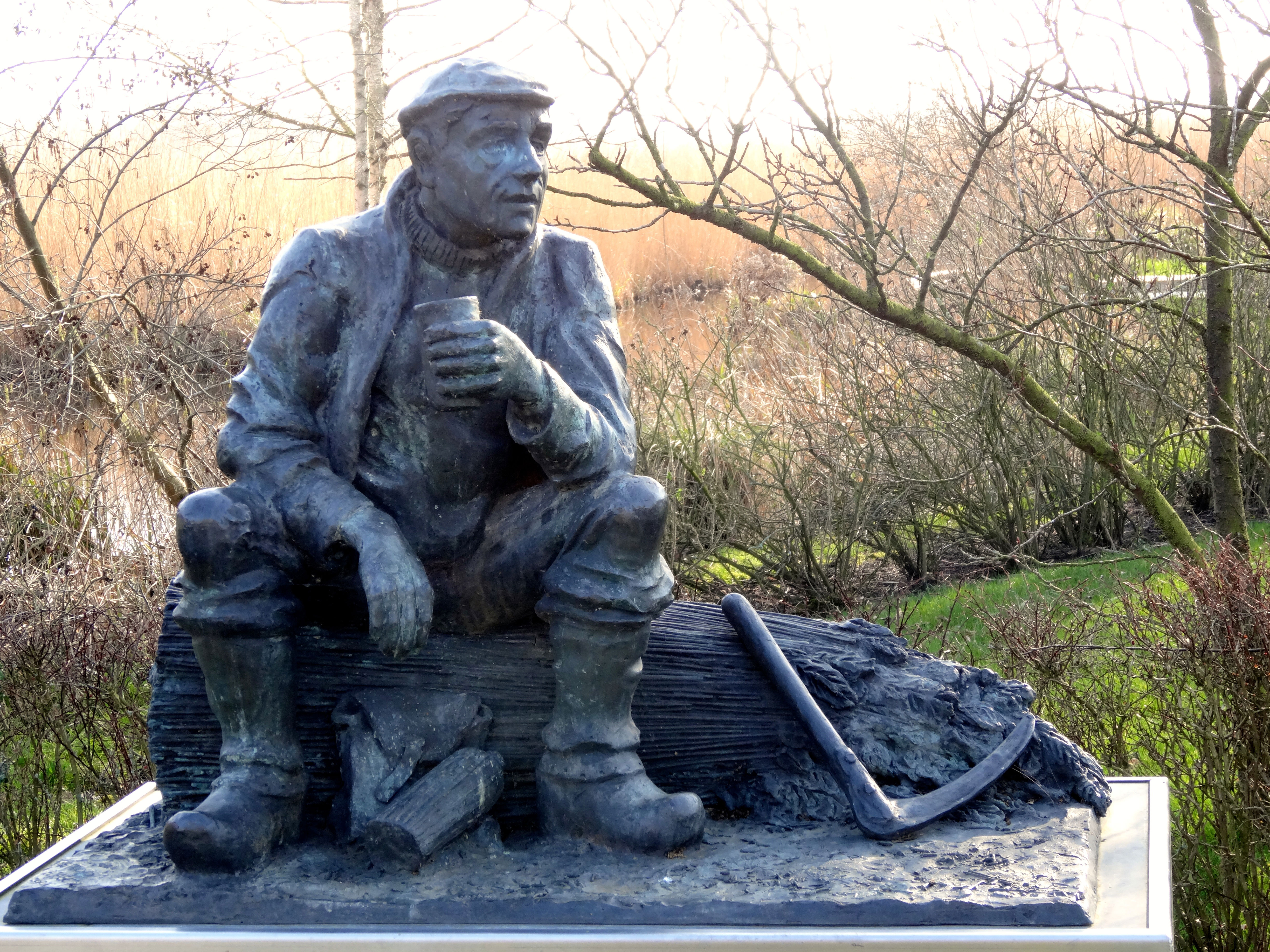
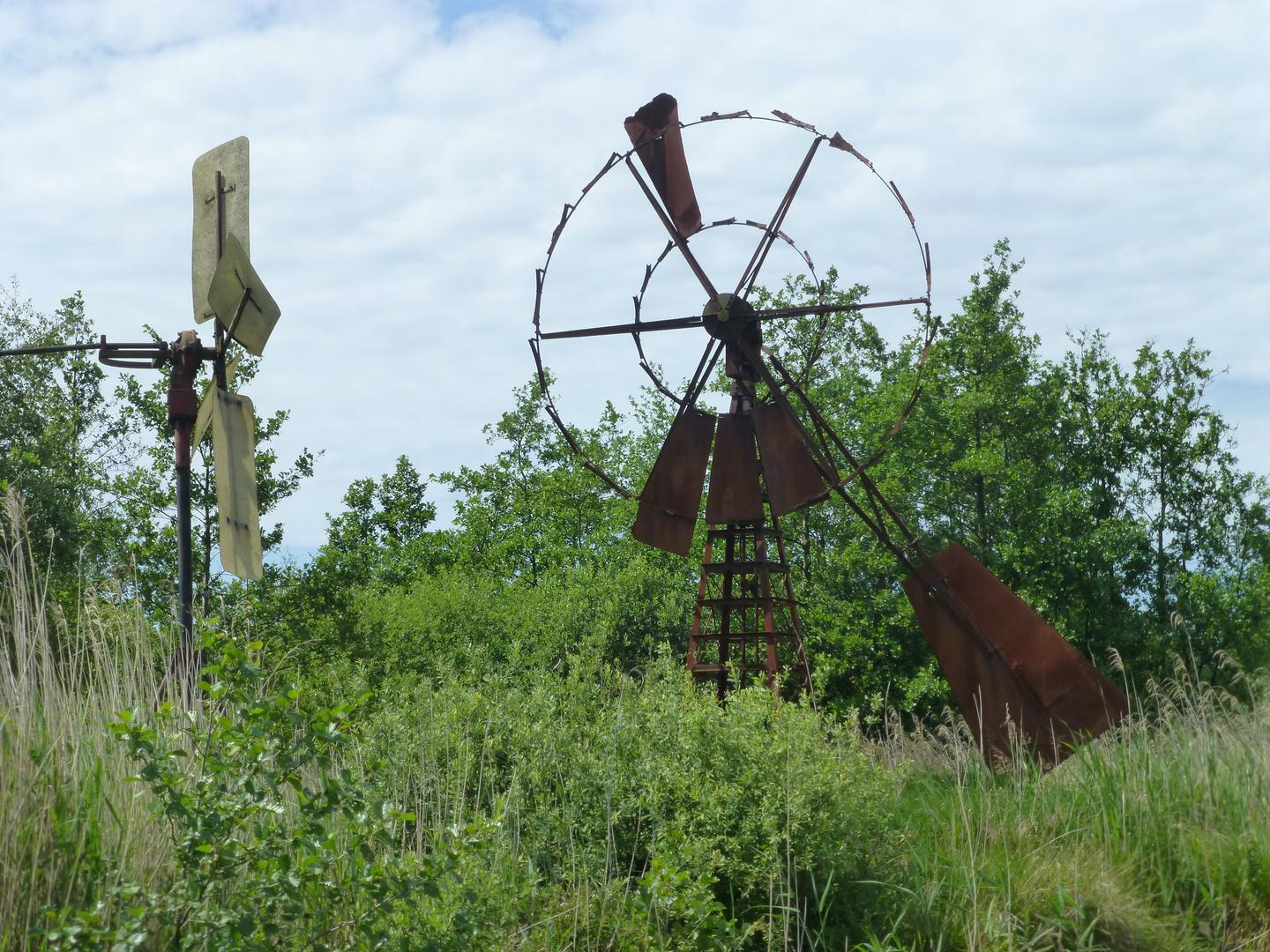
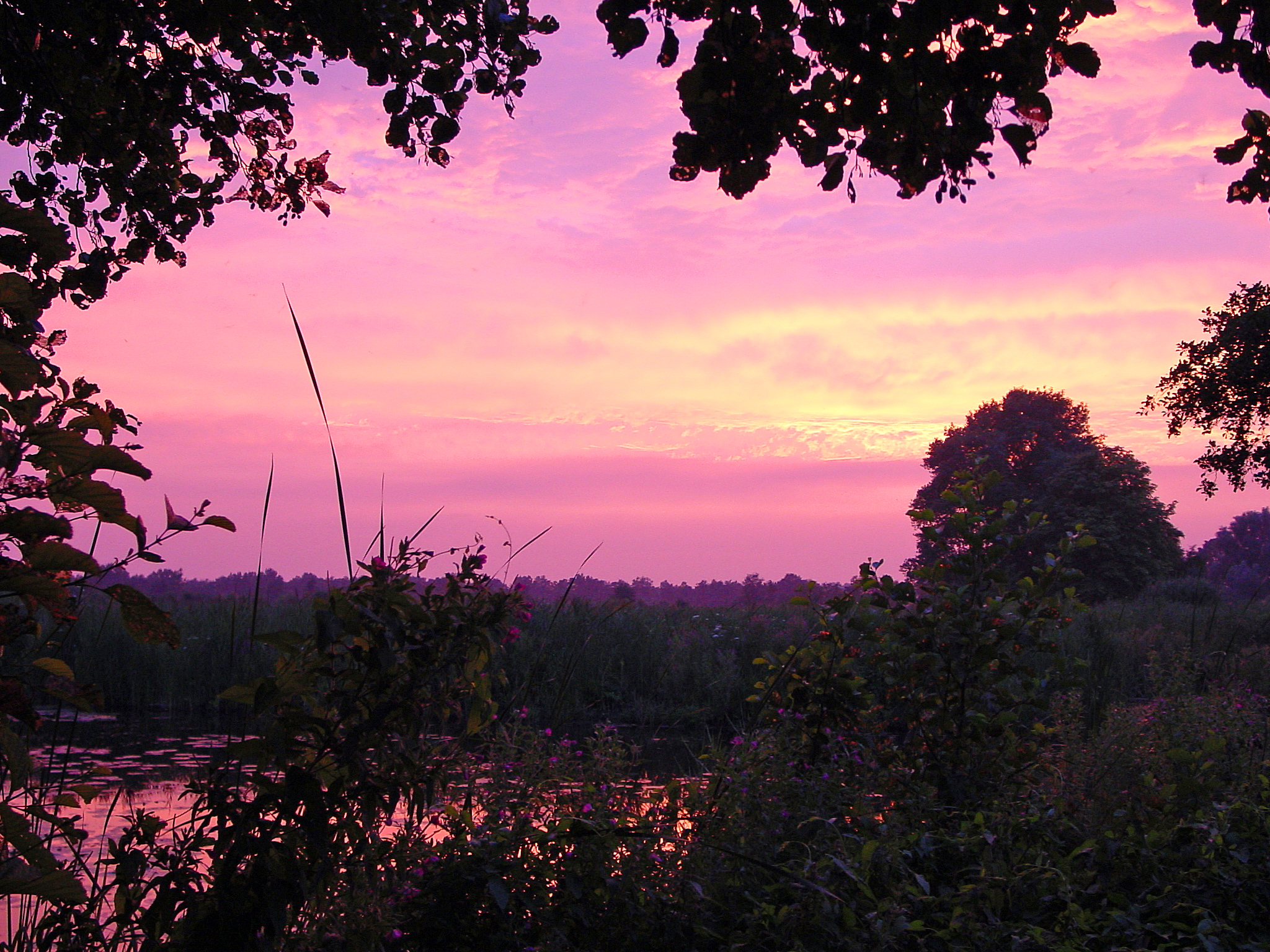